# Giovanni Di Guglielmo

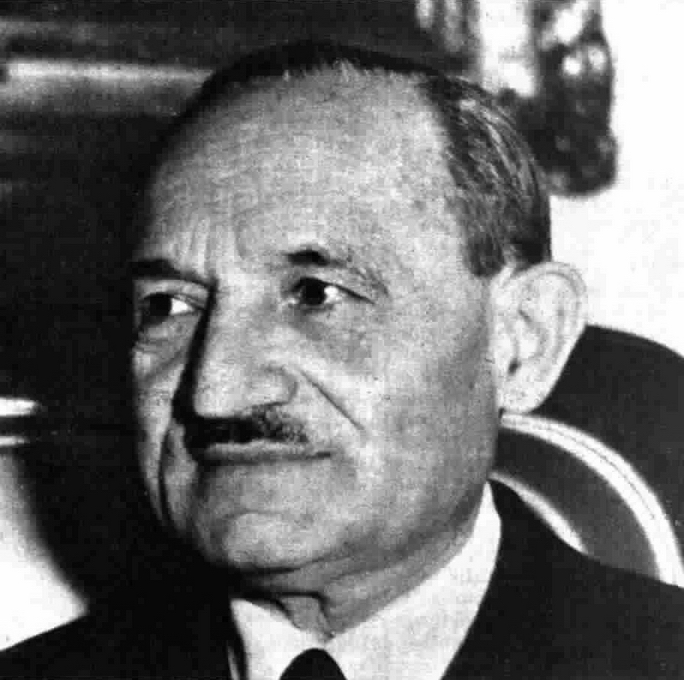
Professor Di Guglielmo, hematoloog

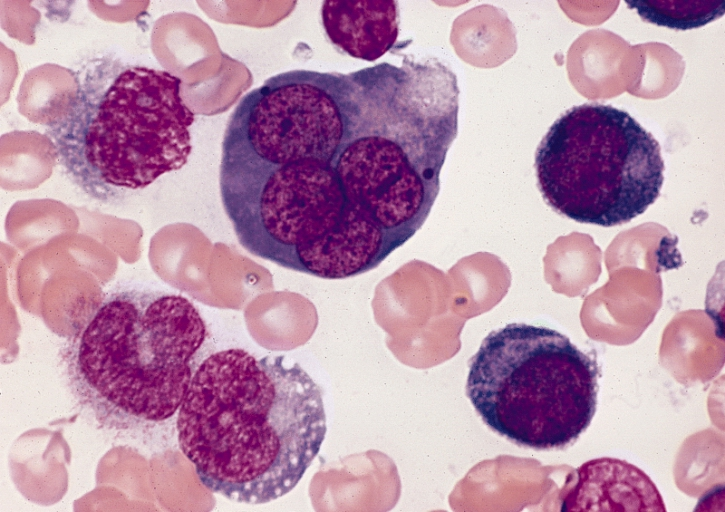
Hij beschreef voor het eerst een nieuw type van acute myeloïde leukemie: type M6.

Giovanni Di Guglielmo (Sao Paulo, 1886 – Rome, 19 februari 1961) was een Italiaans medicus en hoogleraar. Hij was gespecialiseerd in de hematologie en de histopathologie.

## Levensloop
Di Guglielmo werd geboren in Brazilië, in Sao Paulo. Zijn ouders waren vanuit Zuid-Italië geïmmigreerd om een nieuw leven uit te bouwen. Toen Di Guglielmo zes jaar was, reisden de ouders terug naar Italië. Ze lieten hun zoon achter bij een oom en tante en keerden terug naar Sao Paulo. Di Guglielmo studeerde medicijnen aan de universiteit van Napels Federico II.
Eenmaal afgestudeerd (1911) reisde hij zijn ouders achterna. Doch hij leek niet tevreden met zijn medische praktijk en keerde binnen het jaar terug naar Napels. Hij specialiseerde zich in Napels bij Adolfo Ferrata (1880-1946), die zich toelegde op de hematologie. Van 1912 tot 1916 werkte hij onbezoldigd als assistent in de hematologie. 
In 1916 werd zijn onderzoekswerk onderbroken. Hij moest als luitenant naar het slagveld trekken in Zuid-Tirol. Tijdens zijn militaire carrière in de Eerste Wereldoorlog publiceerde hij zijn eerste medisch artikel: een observatie van een nieuw soort leukemie: de acute erythroïde leukemie (1917). Deze vorm van acute myeloïde leukemie werd later door de Wereldgezondheidsorganisatie erkend als type M6. Zijn artikel werd bekritiseerd omdat het geen bronnen citeerde. Di Guglielmo verdedigde zich door te stellen dat aan het front er geen bibliotheek te consulteren viel.
Na de Eerste Wereldoorlog keerde hij terug naar professor Ferrata in Napels. Het was het begin van een academische carrière. In 1926 werd hij hoogleraar aan de universiteit van Napels. Hij ruilde de leerstoel in voor een van hoogleraar histopathologie aan de universiteit van Pavia (tot 1931). Nadien werkte hij aan de universiteit van Catania in Sicilië (tot 1938). Van 1938 tot 1952 was hij hoogleraar pathologie en geneeskunde aan de universiteit van Napels. In 1952 – hij was 65 jaar – ontving hij de leerstoel klinische geneeskunde aan La Sapienza in Rome. In Rome bleef hij academisch actief tot in 1956.
Zijn specialisatie was de hematologie. Hij werkte mee aan Italiaanse handboeken in de hematologie. Hij beschreef daarnaast Gauchercellen in het bloed en de infectieziekte Brucellose. Zijn naam bleef verbonden met de ziekte acute erythroïde leukemie wanneer deze in de jaren 1950 algemeen erkend werd in de medische wereld. Soms werd deze ziekte genoemd als het syndroom van Di Guglielmo.